# Brit Formula–1-es bajnokság
A Brit Formula–1-es bajnokság egy korábbi autóverseny-sorozat, melyet 1978-tól 1982-ig rendeztek meg főleg korábbi Formula–1-es versenyautókkal. Hasonló sorozat volt még a dél-afrikai Formula–1-es bajnokság is. Ezekben az F1-es csapatok adták el az itteni csapatoknak az autóikat, ezzel is plusz bevételhez jutva.

## A győztesek
| Év   | Hivatalos elnevezés  | Versenyző         | Autó                   | Versenyző | Pole-ok | Győzelem | Dobogó | Leggyorsabb körök | Pont | Különbség |
| ---- | -------------------- | ----------------- | ---------------------- | --------- | ------- | -------- | ------ | ----------------- | ---- | --------- |
| 1978 | Shellsport F1 Series | Tony Trimmer      | McLaren M23-Cosworth   | 8/12      | 4       | 5        | 8      | 5                 | 149  | 56        |
| 1979 | Aurora F1 Series     | Rupert Keegan     | Arrows A1-Cosworth     | 13/15     | 5       | 6        | 6      | 4                 | 65   | 2         |
| 1980 | Aurora F1 Series     | Emilio de Villota | Williams FW07-Cosworth | 12/12     | 6       | 5        | 9      | 4                 | 85   | 33        |
| 1982 | British F1 Series    | Jim Crawford      | Ensign N180-Cosworth   | 4/5       | 3       | 3        | 3      | 4                 | 34   | 18        |

## Külső hivatkozások
- GEL Motorsport Information Page: The Formula One Archives
- Quintin Cloud's Formula One Records: 1982 British Formula 1 Series